# Nagradowice
Nagradowice – osada w Polsce położona w województwie wielkopolskim, w powiecie poznańskim, w gminie Kleszczewo przy drodze wojewódzkiej nr 434.
W latach 1975–1998 miejscowość administracyjnie należała do województwa poznańskiego.
W miejscowości był przystanek kolei wąskotorowej Nagradowice.
W pobliżu miejscowości znajduje się punkt poboru opłat Nagradowice za przejazd autostradą A2 na odcinku Września – Poznań oraz węzeł autostradowy Poznań Wschód na połączeniu autostrady i drogi ekspresowej S5.